# Kobylisy
Kobylisy est un quartier pragois situé dans le nord de la capitale tchèque, appartenant à l'arrondissement de Prague 8, d'une superficie de 323,4 hectares est un quartier de Prague. En 2018, la population était de 28 248 habitants.
La ville est devenue une partie de Prague en 1922.